# Oscar Luigi Scalfaro
 (novembre 2021).
Si vous disposez d'ouvrages ou d'articles de référence ou si vous connaissez des sites web de qualité traitant du thème abordé ici, merci de compléter l'article en donnant les références utiles à sa vérifiabilité et en les liant à la section « Notes et références ».
Oscar Luigi Scalfaro (prononcé ['skalfaro] ), né le 9 septembre 1918 à Novare et mort le 29 janvier 2012 à Rome, est un magistrat et homme d'État italien, neuvième président de la République italienne de 1992 à 1999.
Démocrate-chrétien, il est élu député à l'Assemblée constituante en 1946 puis siège à la Chambre des députés jusqu'en 1992. Ministre des Transports et de l'Aviation civile de 1966 à 1968 puis en 1972, il est nommé ministre de l'Éducation cette même année dans le second gouvernement de Giulio Andreotti. Désigné ministre de l'Intérieur par le socialiste Bettino Craxi en 1983, il détient ce portefeuille régalien pendant quatre ans.
Élu à la présidence de la Chambre des députés en avril 1992, il est désigné, moins d'un mois plus tard, président de la République à l'issue d'un scrutin particulièrement disputé. Il est investi le 28 mai 1992 pour un mandat de sept ans. Sa présidence est marquée par les scandales associés à l'Opération Mains propres et l'ascension politique de l'entrepreneur Silvio Berlusconi.
Après sa présidence, il siège au Sénat de la République jusqu'à sa mort.

## Situation personnelle

### Origines familiales
Fils du baron Guglielmo Scalfaro et de Rosalia Ussino, Oscar Luigi Scalfaro descend d'une famille originaire de Calabre et anoblie le 7 septembre 1814 par un décret du roi de Naples, Joachim Murat ; ce dernier sera condamné à mort en 1815 par un conseil de guerre présidé justement par l'officier Raffaele Aloisio Scalfaro, qui fut lui-même anobli par le beau-frère de Napoléon Ier.
Le père d'Oscar, Guglielmo Scalfaro, est issu d'un père napolitain et d'une mère piémontaise, ce qui l'incite, lors d'un visite officielle aux États-Unis durant sa présidence, à se présenter comme un « fils de l'Unité de l'Italie ». Il a une sœur aînée, prénommée Concetta, qui a épousé Gaudenzio Cattaneo, maire de Stresa.

### Enfance et formation
Dès son plus jeune âge, Oscar Luigi Scalfaro, sous l'influence de son père, est initié au sein de quelques associations catholiques telle que la Gioventù Italiana di Azione Cattolica (GIAC). En outre, il a été admis, durant ses études universitaires, au sein de la prestigieuse Fédération des universitaires catholiques italiens (FUCI), dont sont également issues d'autres personnalités éminentes de la Démocratie chrétienne.

### Mariage et descendance
Le 26 décembre 1943, il épouse, à Novare, Mariannuzza Inzitari, qui meurt moins d'un an plus tard en donnant naissance, le 27 novembre 1944, à leur fille unique, prénommée Marianna. Devenu veuf, Scalfaro refusera de se remarier après la disparition de son épouse.

### Croyances religieuses
Oscar Luigi Scalfaro a une solide réputation de catholique pratiquant, assistant régulièrement à la messe et cultivant de précieux rapports avec l'Église catholique et son pape, Jean-Paul II. En raison de cet engagement, il s'est souvent présenté comme un adversaire convaincu de la peine de mort.

## Carrière de magistrat

### Fin d'études et passage par l'armée
Sorti diplômé en droit de l'Université catholique du Sacré-Cœur en 1941, il est enrôlé dans l'armée et affecté au 38e régiment d'infanterie de Tortone. Sous-lieutenant de commissariat en Sicile, il est congédié lorsqu'il est admis comme magistrat au mois de octobre 1942. À contre-cœur, puisqu'il a lui-même fréquenté des factions antifascistes durant ses études universitaires, il doit cependant faire serment d'allégeance au régime fasciste comme l'exige la loi vis-à-vis des fonctionnaires de l'État.

### Assesseur juridique à la Cour d'urgence
Le 1er mai 1945, alors qu'il est encore très jeune, il est désigné assesseur juridique auprès de la Cour d'urgence (Tribunale d'emergenza) de Novare, un tribunal spécial qui doit juger les criminels fascistes et leurs complices ou collaborateurs s'il devait s'agir de fonctionnaires.
À l'issue d'un procès de plusieurs jours, Scalfaro décide, avec deux autres collègues, de procéder à la condamnation à mort de l'ancien préfet de Novare, Enrico Vezzalini, et de cinq soldats pour « collaboration avec l'envahisseur allemand ». Il sera également l'initiateur de la condamnation de Salvatore Zurlo, bien que celui-ci échappera à la peine capitale après un pourvoi en cassation suggéré au prisonnier par Scalfaro lui-même puisque étant hostile, par principe, à la peine de mort.

### Membre de l'Assemblée constituante
Membre de l'Assemblée constituante, Oscar Luigi Scalfaro a fait partie du groupe de députés qui a proposé l'abolition de la peine de mort. Celle-ci, bien que seulement suspendue, n'a été réellement abolie que le 25 octobre 1994 lorsque Scalfaro, alors président de la République, a promulgué une loi radiant définitivement la peine capitale du Code pénal militaire.
Il expliquera qu'en tant que fervent catholique, il ne pouvait cautionner l'existence, en tant que telle, du châtiment suprême bien qu'il se déclarera convaincu de l'utilité de sanctions particulièrement sévères à l'égard de certains criminels selon la gravité des faits leur étant imputés.

## Ascension politique

### Débuts

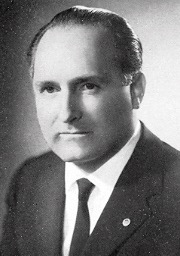
Oscar Luigi Scalfaro en 1963.

Délégué régional de l'Action catholique (AC) pour le Piémont, Oscar Luigi Scalfaro est élu, avec un peu plus de 40 000 voix, comme député à l'Assemblée constituante sous les couleurs de la Démocratie chrétienne (DC), dirigée par Alcide De Gasperi, à l'issue des élections du 2 juin 1946. Il obtient alors un résultat supérieur ou égal à ceux recueillis par certaines figures du parti tels que Giuseppe Pella et Giulio Pastore.
Pour entamer cette carrière politique, Scalfaro quitte la magistrature afin de siéger à Rome parmi les autres constituants qui devront rédiger la nouvelle Constitution du pays qui a choisi, par le biais du référendum, l'instauration d'un régime républicain, préféré à la monarchie par conséquent abolie. Plus tard, il dira qu'il n'était nullement intéressé par l'idée de faire de la politique un « métier » (mestiere).
Se revendiquant anticommuniste et antifasciste, il adhère pleinement à la Démocratie chrétienne sans délaisser l'Action catholique, pour laquelle il continue à œuvrer. Candidat aux élections générales du 18 avril 1948, il est de nouveau élu et siège alors à la nouvelle Chambre des députés.
Désigné sous-secrétaire d'État au ministère du Travail et de la Sécurité sociale au sein du premier gouvernement d'Amintore Fanfani au mois de janvier 1954, Oscar Luigi Scalfaro est nommé, quelques mois plus tard, secrétaire du Conseil des ministres dans le gouvernement dirigé par Mario Scelba. Il entame alors une lente ascension gouvernementale qui le mènera vers de plus importantes fonctions ministérielles.

### Figure de la DC puis du gouvernement
Devenu vice-secrétaire politique de la Démocratie chrétienne et généralement considéré comme l'un des inspirateurs de l'aile droite de la DC, Scalfaro devient, le 23 février 1966, ministre des Transports et de l'Aviation civile dans le troisième gouvernement du démocrate-chrétien Aldo Moro ; celui-ci remplacé par Giovanni Leone à partir du 24 juin 1968, Scalfaro son poste jusqu'à la démission de ce gouvernement qui survient quelques mois plus tard le 12 décembre 1968. Il retrouve toutefois ce portefeuille au mois de février 1972 lorsque Giulio Andreotti devient président du Conseil des ministres.
Le premier cabinet Andreotti étant renversé, des élections anticipées sont convoquées et remportées par la Démocratie chrétienne qui se maintient au pouvoir. De nouveau chargé de diriger le gouvernement, Andreotti confie à Scalfaro le ministère de l'Éducation, que celui-ci dirigera jusqu'au 7 juillet 1973.
Au mois d'octobre 1975, il est élu vice-président de la Chambre des députés tout en demeurant l'un des principaux cadres de la DC.

### Ministre de l'Intérieur
En 1983, le président du Conseil socialiste, Bettino Craxi lui confie le titre de ministre de l'Intérieur. Il se fait alors connaître pour son impartialité et son souci de rendre la République plus transparente. Il est confirmé dans ses fonctions au sein du second gouvernement Craxi, puis dans le cabinet d'Amintore Fanfani, et ce jusqu'en 1987, date à laquelle il quitte le palais du Viminal.

### Président de la Chambre des députés
Le 24 avril 1992, quelques semaines après les élections législatives des 5 et 6 avril, Oscar Luigi Scalfaro est élu président de la Chambre des députés à l'issue du quatrième tour de scrutin ; il recueille 309 voix contre 105 pour Giorgio Napolitano, 36 à Marco Formentini et 34 à Paolo Volponi. Il succède à Nilde Iotti.
Sitôt élu, il doit présider, à partir du 13 mai suivant, le plénum des grands électeurs réunis pour l'élection du président de la République, anticipée de quelques mois après la démission de Francesco Cossiga.

## Président de la République

### Élection présidentielle de 1992
Cette élection s'avère difficile : les démocrates-chrétiens veulent voir l'un des leurs élus au palais présidentiel du Quirinal, mais les candidatures se succèdent les unes après les autres, sans que l'une d'elles ne puisse s'imposer. Cette situation est discrètement encouragée par le président du Conseil sortant, Giulio Andreotti, qui espère devenir le candidat naturel de la Démocratie chrétienne après l'échec de toutes les autres, dont celle d'Arnaldo Forlani.
Le 23 mai suivant, l'attentat qui coûte la vie au juge antimafia Giovanni Falcone, à son épouse et à trois de ses gardes du corps, bouleverse la situation politique, et la majorité des grands électeurs décide, lors du seizième tour de scrutin, de porter ses suffrages sur le nom d'Oscar Luigi Scalfaro, lequel est élu président de la République italienne par 672 voix sur 1 002 votants.
Oscar Luigi Scalfaro est investi trois jours plus tard, le 28 mai 1992, devant les deux Chambres du Parlement réunies, pour un septennat. Il devient le neuvième chef de l'État républicain d'Italie.

### Nomination du gouvernement
Le premier travail du nouveau chef de l'État se résume à la nomination d'un nouveau gouvernement après les élections législatives du mois d'avril précédent. L'ancien président du Conseil, le socialiste Bettino Craxi, qui voulait de nouveau diriger le gouvernement, accepte finalement de proposer un autre candidat pour la formation du cabinet au président Scalfaro, qui ne voulait pas nommer Craxi à cause des soupçons de corruption qui pesaient sur lui. C'est un professeur de droit constitutionnel, Giuliano Amato, qui est finalement désigné.

### Crise politique de mars 1993
Au mois de mars 1993, un texte législatif préparé par le gouvernement sur le financement des partis politiques suscite une vive polémique. Scalfaro refuse de signer le décret dépénalisant les délits de financement illégal ce qui cause la démission du gouvernement Amato. Le président de la République doit désigner un nouveau président du Conseil, et son choix se porte sur le gouverneur de la Banque d'Italie, Carlo Azeglio Ciampi. C'est le premier homme politique indépendant à être chargé de cette mission en Italie. Ce cabinet doit gérer les affaires courantes jusqu'à ce que soient convoquées des élections législatives anticipées.

### Élections législatives anticipées
Celles-ci, qui se tiennent les 27 et 28 mars 1994, sont remportées par la coalition de droite menée par l'homme d'affaires Silvio Berlusconi, nommé chef du gouvernement ; celui-ci, novice en politique, parvient à convaincre un électorat perturbé par de nombreux scandales de corruption impliquant de hauts responsables politiques. Scalfaro, cependant, entend peser sur la constitution du gouvernement, ce qu'il fait lorsqu'il refuse de nommer Cesare Previti au ministère de la Justice. La relation du chef de l'État et du Premier ministre, tendue, devient progressivement exécrable : le premier juge le second « irresponsable » pour sa volonté de réformer la justice qui menace ses intérêts commerciaux, quand ce dernier voit le président comme un homme partial et proche de l'opposition de gauche.
En décembre 1994, la coalition gouvernementale est mise à mal par le départ de la Ligue du Nord, parti populiste et sécessionniste, qui fait tout pour provoquer le départ du Cavaliere, comme est nommé Berlusconi. Ce dernier, qui refuse d'abord de rendre son mandat, doit finalement le faire, en accusant le président d'avoir orchestré ces événements. Ignorant les revendications du chef du gouvernement sortant favorable à des élections anticipées, le chef de l'État décide de confier la formation d'un cabinet de techniciens au ministre du Trésor, Lamberto Dini, qui parvient à le constituer.

### Dissolution du Parlement
Le Parlement doit de nouveau être dissous, et le 21 avril 1996, c'est le centre-gauche, mené par Romano Prodi, qui remporte les élections législatives anticipées. C'est lui qui doit diriger un gouvernement de centre-gauche, mais il ne s'inscrit pas dans la durée, puisqu'au mois d'octobre 1998, le président du Conseil est mis en minorité à propos de la loi de finances qu'il présente à la Chambre des députés. La crise prend fin lorsque Scalfaro désigné l'ancien responsable communiste Massimo D'Alema au palais Chigi. C'est le dernier gouvernement qu'il nomme.

## Après la présidence de la République

### Sénateur à vie

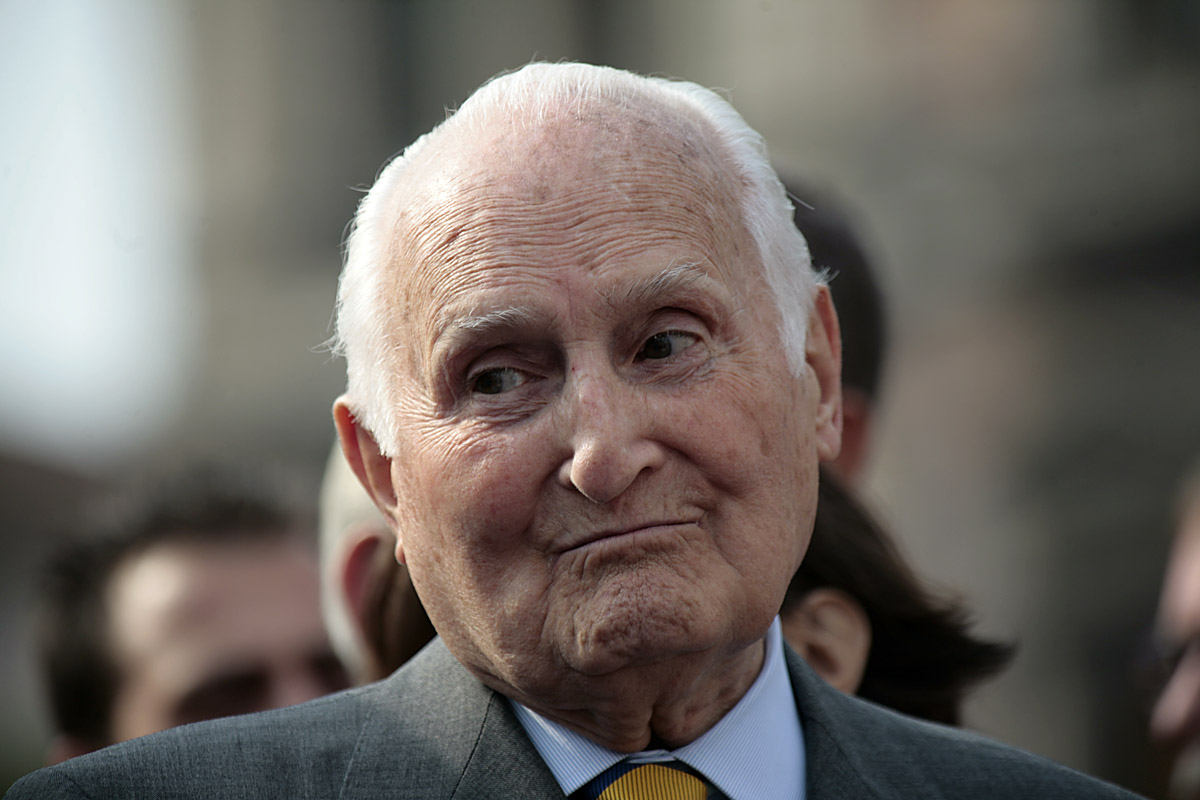
Oscar Luigi Scalfaro en 2009.

En 1999, Oscar Luigi Scalfaro, arrivé au terme de son septennat, honore la tradition, pour un président sortant, de ne pas solliciter un nouveau mandat. Le 15 mai de cette année, il démissionne afin d'anticiper la prestation de serment de son successeur élu, Carlo Azeglio Ciampi, à laquelle il assiste comme sénateur à vie en sa qualité d'ancien président de la République. Lors de son entrée au Sénat, celui-ci compte 11 membres à vie — égalant le record de 1992 — dont trois anciens chefs de l'État, pour la première fois depuis près de 30 ans.
Le 28 avril 2006, il doit présider la séance inaugurale de la XVe législature au Sénat de la République, en remplacement de la doyenne de la chambre haute, Rita Levi-Montalcini.
En retrait depuis son départ du Quirinal, Scalfaro ne s'est manifesté que pour critiquer, de manière virulente, les réformes de Silvio Berlusconi lorsque celui-ci voulait réformer la justice ou l'audiovisuel.
En 2007, il accepte le titre de membre d'honneur offert par le Parti démocrate, de centre-gauche, et préside, dans le Latium, le comité de soutien à la candidature du ticket formé par Walter Veltroni et Dario Franceschini pour la primaire du 14 octobre 2007.

### Mort et funérailes
Oscar Luigi Scalfaro s'éteint dans son sommeil le 29 janvier 2012, à l'âge de 93 ans, à son domicile romain. Le président de la République Giorgio Napolitano, venu s'incliner devant sa dépouille le jour-même, évoque « un fervent défenseur de la vie politique démocratique, un exemple de cohérence et d'intégrité morale (...) [qui] a affronté avec fermeté et droiture une des périodes les plus dures de notre histoire ». Ayant refusé des obsèques officielles, les funérailles d'Oscar Luigi Scalfaro se tiennent à l'église Santa Maria du Trastevere, en présence des anciens présidents du Conseil Romano Prodi et Massimo D'Alema, et du secrétaire du Parti démocrate, Pier Luigi Bersani.

## Synthèse de son parcours politique
Oscar Luigi Scalfaro, de 1954 à sa disparition survenue en 2012, a occupé l'une des plus longues et consensuelles carrières parlementaires et politiques de la République italienne, et ce bien avant son élection au palais du Quirinal, en 1992.
- 1954 :
  - Secrétaire d'État au ministère du Travail et de la Protection sociale dans le gouvernement d'Amintore Fanfani
  - Secrétaire d'État à la présidence du Conseil des ministres chargés des Spectacles dans le gouvernement de Mario Scelba
- 1955 : Secrétaire d'État au ministère des Grâces et de la Justice dans le gouvernement d'Antonio Segni
- 1957 : Confirmé dans ses fonctions dans le gouvernement du nouveau président du Conseil des ministres, Adone Zoli
- 1959 : Secrétaire d'État au ministère de l'Intérieur dans le second cabinet Segni
- 1960 : Confirmé dans ses fonctions dans le gouvernement Tambroni et le troisième gouvernement Fanfani
- 1963 :
  - Vice-président de la Commission des enquêtes parlementaires sur les actions de la Mafia
  - Président de la commission des élections de la Chambre des députés
- 1965 : Vice-secrétaire politique de la Démocratie chrétienne
- 1966 : Ministre des Transports et de l'Aviation civile dans le troisième gouvernement Moro
- 1968 : Confirmé dans ses fonctions dans le second gouvernement Leone
- 1970 : Secrétaire chargé des Organisations de la Démocratie chrétienne
- 1972 :
  - Ministre des Transports et de l'Aviation civile dans le premier gouvernement Andreotti
  - Ministre de l'Éducation dans le second gouvernement Andreotti
- 1975 : Vice-président de la Chambre des députés
- 1976 : Confirmé dans ses fonctions au cours de la législature suivante
- 1979 : Confirmé dans ses fonctions au cours de la législature suivante
- 1983 : Ministre de l'Intérieur dans le premier gouvernement Craxi
- 1986 : Confirmé dans ses fonctions dans le gouvernement Craxi
- 1987 :
  - Confirmé dans le sixième gouvernement Fanfani
  - Président de la Commission parlementaire sur la Reconstruction des territoires de la Basilicata e Campania après les tremblements de terre de 1980 et 1981
- 1992 :
  - Président de la Chambre des députés
  - Président de la République italienne
- 1999 : Sénateur à vie en sa qualité d'ancien président de la République
- 2006 : Préside provisoirement le Sénat de la République, en sa qualité de doyen d'âge, lors de la séance inaugurale de la XVe législature italienne